# Libelluloidea
Libelluloidea — надродина бабок з групи різнокрилих (Anisoptera). Для видів групи характерне те, що самиці відкладають яйця не на поверхню рослин, а прямо на поверхню води.

## Родини
Включає чотири родини:
- Cordulephyidae
- Corduliidae
- Libellulidae
- Macromiidae
- Synthemistidae